# Крапивна (приток Соженки)
Крапивна — речка в Шумячском районе Смоленской области России. Левый приток Соженки.
Длина 11 км. Исток у деревни Явкино Шумячского района Смоленской области. Общее направление течения на север. Протекает через деревни Явкино, Надейковичи, Галеевка, Гостинка.
Значимых притоков не имеет. Возле деревни Надейковичи на реке пруд.